# Tremês
Tremês is een plaats (freguesia) in de Portugese gemeente Santarém en telt 2146 inwoners (2001).